# Suicide Squad : Le Prix de l'enfer
Série DCAMU
Teen Titans: The Judas Contract
(2017) La Mort de Superman
(2018)
Pour plus de détails, voir Fiche technique et Distribution.
Suicide Squad : Le Prix de l'enfer (Suicide Squad: Hell to Pay) est un film d'animation américain réalisé par Sam Liu, sorti directement en vidéo en 2018, 32e film de la collection DC Universe Animated Original Movies.
Le film met en scène la Task Force X dans une histoire originale avec des scènes violentes et sanglantes, à l'instar de Batman: The Killing Joke (2016). Il fait partie de la série DC Animated Movie Universe (DCAMU) basée sur la continuité The New 52.
Le film débute alors qu'Amanda Waller reforme la Task Force X pour rechercher une mystérieuse carte mystique. L'équipe, composée de Deadshot, Harley Quinn, Killer Frost, Captain Boomerang, Copperhead et Bronze Tiger, se heurte à plusieurs autres criminels qui convoitent les pouvoirs de la carte.

## Synopsis
Trois ans auparavant, Amanda Waller envoie la Task Force X, dirigée par Floyd Lawton alias Deadshot et composée du comte Vertigo et du couple criminel Punch et Jewelee, récupérer une clé USB contenant des informations divulguées par Tobias Whale. La mission est accomplie, mais Vertigo et Jewelee trahissent l'équipe et tuent Punch. Devenus amants en prison, ils prévoient de copier la clé et de la vendre. Mais Waller les surprend grâce au communicateur de Deadshot et fait exploser la bombe située dans la tête de Vertigo. Alors que Waller se prépare à faire exploser celle de Jewelee, Deadshot préfère l'abattre.
De nos jours, à Gotham City, un savant nommé Professeur Pyg est enlevé par Scandal Savage et Knockout. Amanda Waller découvre qu'elle est atteinte d'une maladie en phase terminale et convoque la Task Force X composée de nouvelles recrues : Harley Quinn, Captain Boomerang, Killer Frost, Copperhead et Bronze Tiger, toujours sous la direction de Floyd Lawton. Leur mission est de retrouver un dénommé Steel Maxum et de récupérer une mystérieuse carte.
L'équipe retrouve la cible dans un strip club masculin mais ils sont rapidement confrontés au Professeur Eobard "Zoom" Thawne, Silver Banshee et Blockbuster. L'équipe réussit à s'enfuir avec Steel Maxum qui leur révèle qu'il était le Docteur Fate. Il explique alors que la carte permet à son possesseur d'éviter l'enfer et de rejoindre le paradis, sauf que cette carte ne peut être utilisée qu'une seule fois. Scandal Savage et Knockout ont dérobé la carte en trompant Maxum, entrainant son renvoi du rôle de Docteur Fate.
Après avoir trouvé l'appartement de Scandal Savage et de Knockout, l'équipe récupère la carte, mais se fait intercepter par Vandal Savage et ses sbires. Vandal Savage reprend la carte et tire sur Knockout, alors grièvement blessée malgré les suppliques de sa fille, fiancée à cette dernière. Alors que Vandal Savage s'enfuit, Eobard "Zoom" Thawne place un traceur sur son vaisseau. Floyd Lawton tente de rendre visite à sa fille Zoe, mais il est ramené de force par Bronze Tiger. Le lendemain, les hommes de main d'Eobard Thawne kidnappent Frost dans une station-service. Thawne retire la bombe de la tête de Killer Frost et la convainc de le rejoindre. Thawne attire l'équipe dans un piège et fait exploser la bombe. Ils parviennent à s'échapper, mais Bronze Tiger est blessé dans l'explosion.
Scandal informe Deadshot de l'emplacement du repaire de Vandal. L'équipe s'y infiltre et trouve Pyg mort, puis se fait capturer par Vandal. Il leur révèle qu'il s'est fait implanter la carte chirurgicalement dans le thorax par le Professeur Pyg avant de le tuer. Eobard "Zoom" Thawne et ses acolytes attaquent et retirent la carte du corps de Vandal, le tuant sur le coup. Le Professeur Zoom explique qu'il a été tué par Batman dans une autre ligne temporelle, mais qu'il a réussi à retarder sa mort grâce à la Force Véloce, bien qu'il disparaisse lentement. Killer Frost double Thawne, elle tue Silver Banshee et Blockbuster puis vole la carte pour obtenir une rançon. Copperhead combat Killer Frost jusqu'à ce que Amanda Waller fasse exploser sa bombe qui les tue tous les deux. Captain Boomerang tente à son tour de voler la carte mais il est assommé par le Professeur Zoom.
Bronze Tiger combat Thawne, mais ce dernier le poignarde plusieurs fois avec une petite dague. Bronze Tiger, très affaibli par ses blessures, utilise ses dernières forces pour couper les doigts de la main de Thawne qui tiennent la carte. Deadshot tire sur Thawne, le faisant ainsi disparaître en le ramenant au moment de sa mort dans la ligne temporelle du Flashpoint. Doutant du pouvoir de la carte, Deadshot la donne à Bronze Tiger qui accède au paradis. Puis il la remet à Amanda Waller ne se méfiant pas que la carte a perdu son pouvoir. Après avoir purgé une peine de 10 ans de prison, Floyd Lawton rend visite à Zoe en tant qu'homme libre.

## Fiche technique
- Titre original : Suicide Squad: Hell to Pay
- Titre français : Suicide Squad : Le Prix de l'enfer
- Réalisation : Sam Liu
- Scénario : Alan Burnett, d'après les personnages de DC Comics
- Musique : Robert J. Kral
- Direction artistique du doublage original : Wes Gleason
- Montage : Christopher D. Lozinski
- Animation : DR Movie
- Production : Sam Liu
  - Production déléguée : Sam Register et James Tucker
  - Production exécutive : Amy McKenna
  - Coproduction : Alan Burnett
- Sociétés de production : Warner Bros. Animation et DC Entertainment
- Société de distribution : Warner Home Video
- Pays de production :  États-Unis
- Langue originale : anglais
- Genre : animation, super-héros
- Durée : 86 minutes
- Dates de sortie :
  - États-Unis : 27 mars 2018 (VOD), 10 avril 2018 (DVD/Blu-ray)
  - France : 11 avril 2018
- Classification : 
  - États-Unis : R (interdit -17 ans)
  - France : accord parental[2]

 Sauf indication contraire, les informations mentionnées dans cette section peuvent être confirmées par la base de données cinématographiques IMDb,  présente dans la section « Liens externes ».

## Distribution

### Voix originales
- Christian Slater : Deadshot
- Vanessa Williams : Amanda Waller
- Billy Brown : Bronze Tiger
- Kristin Bauer van Straten : Killer Frost
- Gideon Emery : Copperhead
- Liam McIntyre : Captain Boomerang
- Tara Strong : Harley Quinn
- David Boat (en) : Harvey Dent / Double-Face
- Trevor Devall : Punch
- Dave Fennoy : Blockbuster, Tobias Whale, Black Manta
- Greg Grunberg : Steel Maxum
- C. Thomas Howell : Eobard Thawne / Professeur Zoom
- Cissy Jones : Knockout
- Natalie Lander (en) : Darma
- Julie Nathanson (en) : Silver Banshee, Jewelee
- Jim Pirri (en) : Vandal Savage, le Comte Vertigo
- Dania Ramírez : Scandal Savage
- James Urbaniak : Professeur Pyg

### Voix françaises
- Thibaut Belfodil : Deadshot
- Magali Barney : Amanda Waller
- Gilles Morvan : Bronze Tiger
- Onna Clairin : Killer Frost
- Roland Timsit : Copperhead
- Frédéric Souterelle : Captain Boomerang
- Kelvine Dumour : Harley Quinn
- Maurice Decoster : Harvey Dent / Double-Face, Black Manta
- Thierry Kazazian : Punch
- Patrice Melennec : Tobias Whale
- Pascal Nowak : Steel Maxum
- David Krüger : Eobard Thawne / Professeur Zoom
- Léovanie Raud : Knockout
- Nathalie Aranda : Darma
- Céline Melloul : Silver Banshee
- Sybille Tureau : Jewelee
- Jérémie Covillault : Vandal Savage
- Jean-Bernard Guillard : le Comte Vertigo
- Anne-Laure Gruet : Scandal Savage
- Daniel Lafourcade : Professeur Pyg

Société de doublage VF : Deluxe, adaptation et direction artistique VF : Marc Saez
 Source : voix originales et françaises sur Latourdesheros.com.

## Production
Le film a été annoncé au San Diego Comic-Con le 21 juillet 2017.